# Мольсем
Мольсем (фр. Molsheim, [mɔls(h)aim] — Мольса́йм) — город, супрефектура и коммуна на северо-востоке Франции в регионе Гранд-Эст (бывший Эльзас — Шампань — Арденны — Лотарингия), департамент Нижний Рейн, административный центр округа Мольсем, административный центр кантона Мольсем. С 1871 по 1918 год город был частью Эльзас-Лотарингии и Германской империи.

## Географическое расположение
Мольсем находится примерно в 30 километрах к западу от Страсбурга, в 10 километрах к северу от Оберне и чуть менее 30 километрах к югу от Саверна, в устье реки Брюш на Эльзасской равнине. С самой высокой точке, на Мольсаймовой горе (Molsheimer Berg), открывается прекрасный вид на равнину.
Площадь коммуны — 10,85 км², население — 9382 человека (2006) с тенденцией к стабилизации: 9233 человека (2013), плотность населения — 851,0 чел/км².

## Климат
Климат Мольсема — континентальный со значительной амплитудой температур по сезонам. Зима тёплая с частыми осадками в виде мокрого снега, лето нежаркое.

## Население
Население коммуны в 2011 году составляло 9142 человека, в 2012 году — 9227 человек, а в 2013-м — 9233 человека.
| 1962 | 1968 | 1975 | 1982 | 1990 | 1999 | 2006 | 2008 | 2011 | 2012 | 2013 |
| ---- | ---- | ---- | ---- | ---- | ---- | ---- | ---- | ---- | ---- | ---- |
| 4955 | 5739 | 6649 | 6928 | 7973 | 9335 | 9382 | 9344 | 9142 | 9227 | 9233 |

Динамика населения:

## Экономика

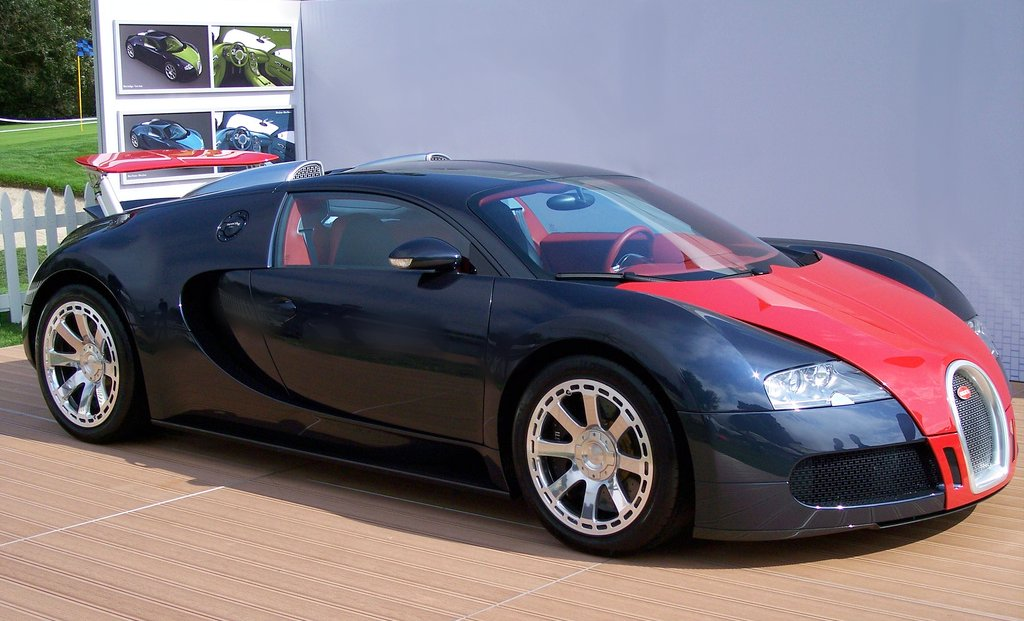
Bugatti Veyron Super Sport

Наиболее известным предприятием и компанией города является Bugatti, находящаяся в составе концерна Volkswagen.
В 2010 году из 6140 человек трудоспособного возраста (от 15 до 64 лет) 4609 были экономически активными, 1531 — неактивными (показатель активности 75,1 %, в 1999 году — 73,3 %). Из 4609 активных трудоспособных жителей работали 4042 человека (2131 мужчина и 1911 женщин), 567 числились безработными (304 мужчины и 263 женщины). Среди 1531 трудоспособных неактивных граждан 534 были учениками либо студентами, 503 — пенсионерами, а ещё 494 — были неактивны в силу других причин.

### Виноградарство
Мольсем являлся и является частью маршрута Эльзасского Винного пути. Виноградник Брудерталь — одно из наименований сообщества виноградников «Эльзас Гран Крю АОС».

## Достопримечательности
Среди достопримечательностей города:
- Бывшая церковь иезуитского колледжа Святого Георгия и церковь Троицы в стиле барокко здание в готическом стиле, построенное в 1615—1618 по проекту Кристофа Вамсера. Большой объем строительства, богатый декор интерьеров и подлинные орган выполнены по эскизам Иоганна Андреаса Зильбермана в 1781 году, внесшего свой вклад в привлекательность церкви.
- Бывший городской дворец (Ренессанс, 16 век)
- Ратуша (Классический стиль, 18 век)
- Кованая башня (14 век)
- Часовня Богородицы (Готика, 1860)
- Старые производственные и частные дома (с 16 по 18 век)

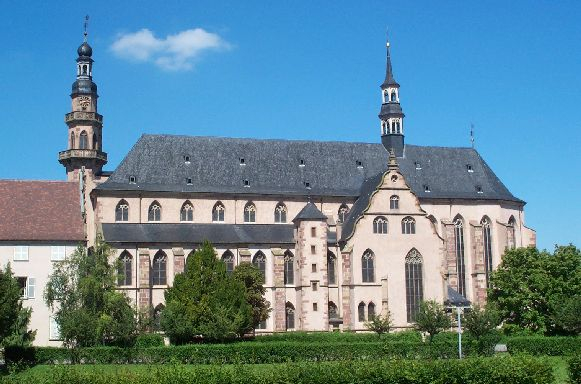
Церковь Троицы и Святого Георгия
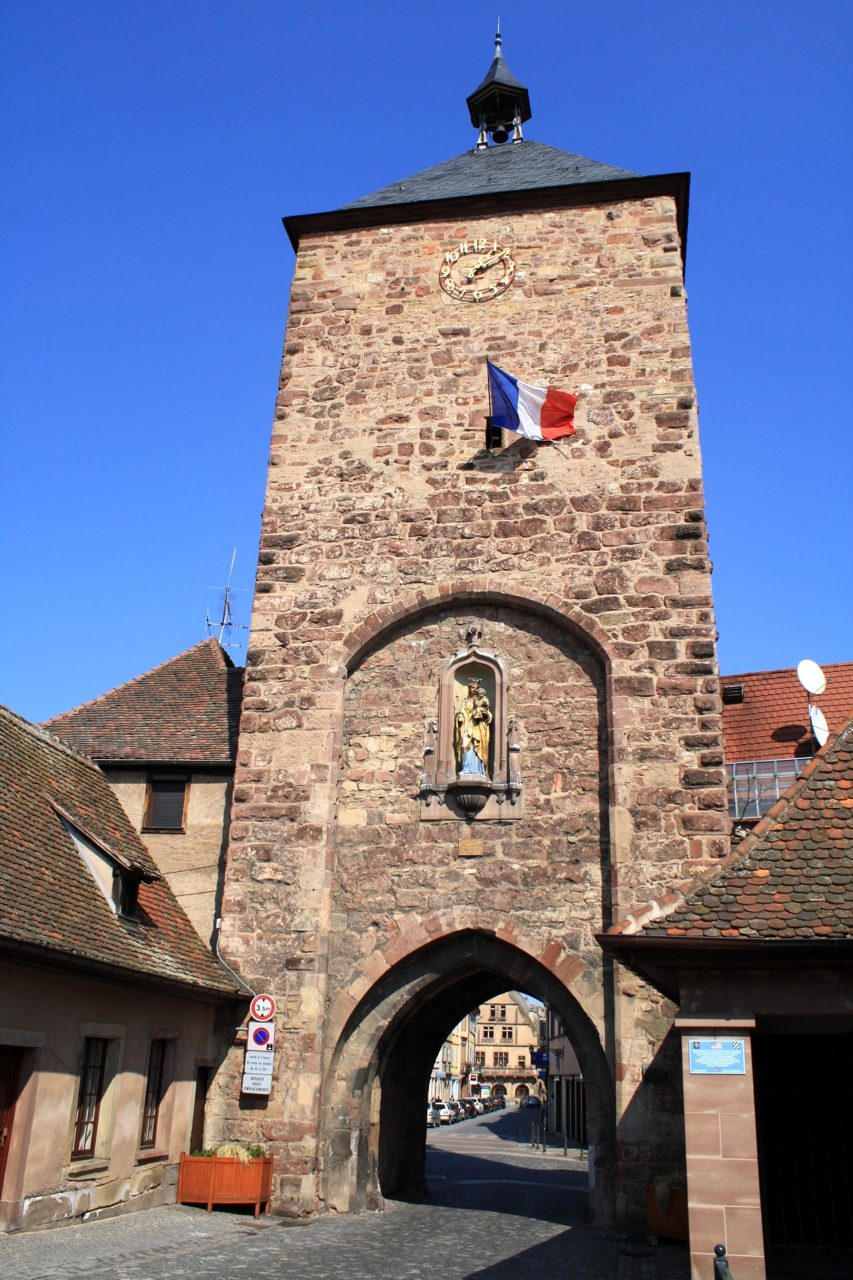
Средневековые ворота
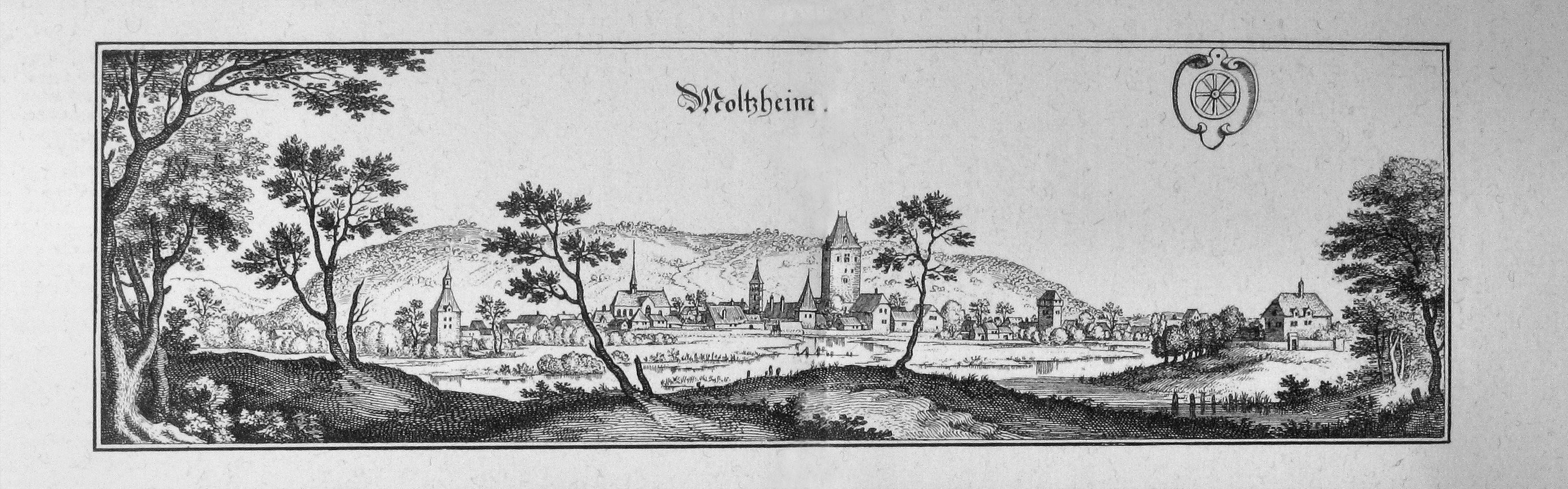
М. Мериан: Вид на Мольсайм в 1640 г.